# Cocaine (låt)
Cocaine är en låt som skrevs och spelades in av J.J. Cale 1976, men som är mest känd i form av en coverversion inspelad av Eric Clapton 1977 och som återfinns på dennes album Slowhand.

### Fotnoter
1. ↑  Allmusic review